# 陳恪 (萬曆進士)
陳恪（？—1592年），字穉恭，號大庭，浙江寧波府鄞縣人，明朝政治人物。

## 生平
萬曆十九年（1591年）辛卯科浙江鄉試舉人。萬曆二十年（1592年），聯登壬辰科第三甲第一百八名進士，刑部觀政，未仕卒。

## 家族
曾祖陳珮；祖父陳浩；父陳梓。